# Едо ван Белком
Едо ван Белком (14 липня 1962 , Торонто ) — канадський письменник, автор творів у жанрі фантастики жахів.

## Молодість і освіта
Едо ван Белком народився в Торонто, Онтаріо (Канада) у 1962 році. Закінчив Йоркський університет із дипломом з відзнакою в галузі творчого письма. Він працював штатним журналістом протягом п'яти років, спочатку спортивним репортером у The Brampton Times з 1987 по 1990 рік, потім як репортер на теми діяльності поліції у North York Mirror протягом двох місяців, а потім обійняв посаду помічника спортивного редактора в Cambridge Reporter. Він практично кардинально змінив свою позицію щодо діяльності, та в 1992 році став незалежним письменником. Едо ван Белком також проводив практикуми з написання коротких оповідань у Раді освіти Піла, був інструктором у коледжі Шерідан та читав лекції про написання творів у жанрі жахів та фентезі в Університеті Торонто та Університеті Райерсона.
На початку своєї кар'єри Едо ван Белком захоплювався творчістю письменників Курта Воннегута та Рея Бредбері, перш ніж вирішив, що жанр жахів йому найкраще підходить.

## Кар'єра
Ван Белком є автором роману про діяльність Dragonlance Lord Soth (1997), а також романів Wyrm Wolf, Mister Magick, Teeth, Martyrs, Scream Queen, Army of the Dead і Wolf Pack та інших. Він також працює редактором Aurora Awards: An Anthology of Prize-Winning Science Fiction (1999).
Письменник опублікував близько 200 оповідань в жанрі наукової фантастики, фентезі, жахів і таємниць у таких часописах, як Parsec, Storyteller, On Spec і RPM, а також антологіях Northern Frights 1, 2, 3, 4, Shock Rock 2, Fear Itself, Hot Blood 4, 6, Dark Destiny, Crossing the Line, Truth Until Paradox, Alternate Tyrants (де була представлена його історія «Жовтнева криза»), The Conspiracy Filed, Brothers of the Night, Psychos Роберта Блоха, Найкращі історії жахів року 20 і Найкраща американська еротика 1999 року. Його збірка оповідань "Death Drives a Semi ", яка містить двадцять його оповідань, вийшла у Quarry Press 1998 року. Нон-фікшн книга автора «Північні мрійники: інтерв'ю з відомими авторами наукової фантастики, фентезі та жахів», що вийшла у видавництві Quarry Press 1998 року, містить інтерв'ю з двадцятьма двома найкращими письменниками Канади. Він також написав книгу з інструкціями «Написання жахів».
У 2001 році працював телеведучим ефіру на Scream-TV.
The Vancouver Sun описав Вана Белкома як «одного із провідних авторів еротики Канади», переважно під псевдонімом Еван Голландер. Він написав книгу «Написання еротики» (2001).
Крім жанру жахів, протягом кількох років він писав роман з продовженням для журналу Truck News, який розповідає про пригоди колишнього приватного детектива, який стає далекобійником.

## Нагороди
Едо ван Белком нагороджений премією Брема Стокера за найкращий перший роман 1995 року. 1997 року він здобув нагороду Stoker Short Fiction Award від Асоціації письменників жахів за «Щурячу їжу» (у співавторстві з Девідом Ніклем). Його повість «Килимок» стала фіналістом Стокерівської премії 1998 року. Інші оповідання двічі номінувалися як на премію «Аврора», так і на премію Артура Елліса (присуджується неприбутковою організацією Crime Writers of Canada). Він також здобув нагороду Silver Birch («Срібна береза») Бібліотечної асоціації Онтаріо.

## Особисте життя
Едо ван Белком проживає в Брамптоні в Онтаріо, зі своєю дружиною Робертою та сином Люком. Роберта — бібліотекар.